# Lijst van voorzitters van Karabükspor
Sinds de oprichting van Karabükspor in 1969 heeft de club verschillende voorzitters aan het roer gehad, hieronder in deze lijst staan ze allemaal genoteerd.

## Voorzitters
| Naam                  | Begin periode | Einde periode |
| --------------------- | ------------- | ------------- |
| Doğan Şengür          | 1969          | 1970          |
| Mustafa Bilginer      | 1970          | 1972          |
| Kubilay Canbay        | 1972          | 1973          |
| Şefik Dizdar          | 1973          | 1975          |
| Dursun Dereli         | 1975          | 1979          |
| Dr. Erdoğan Sönmez    | 1979          | 1983          |
| Demiray Yüce          | 1983          | 1984          |
| Ural Özden            | 1984          | 1985          |
| Ahmet Eker            | 1985          | 1986          |
| Ali Çıkrıkçıoğlu      | 1986          | 1987          |
| Yaşar Çebi            | 1987          | 1988          |
| Sacit Korkut          | 1988          | 1990          |
| Celal Çalış           | 1990          | 1991          |
| Çoşkun Anten          | 1991          | 1992          |
| Yunus Tümen           | 1992          | 1994          |
| Taner Canyurt         | 1998          | 1999          |
| Öner Kölemenoğlu      | 1999          | 2000          |
| Recai Başkan          | 2000          | 2002          |
| Atilla Aygün          | 2002          | 2003          |
| Hikmet Feridun Tankut | 2003          | 2012          |
| Nevzat Şahin          | 2011          | 2013          |
| Taner Canyurt         | 2013          | 2013          |
| Mustafa Yolbulan      | 2013          | 2015          |
| Hakan Yılmaz          | 2015          | 2015          |
| Hikmet Feridun Tankut | 2015          | ?             |
| Mehmet Yüksel         | ?             | heden         |